# Terezín u Čejče

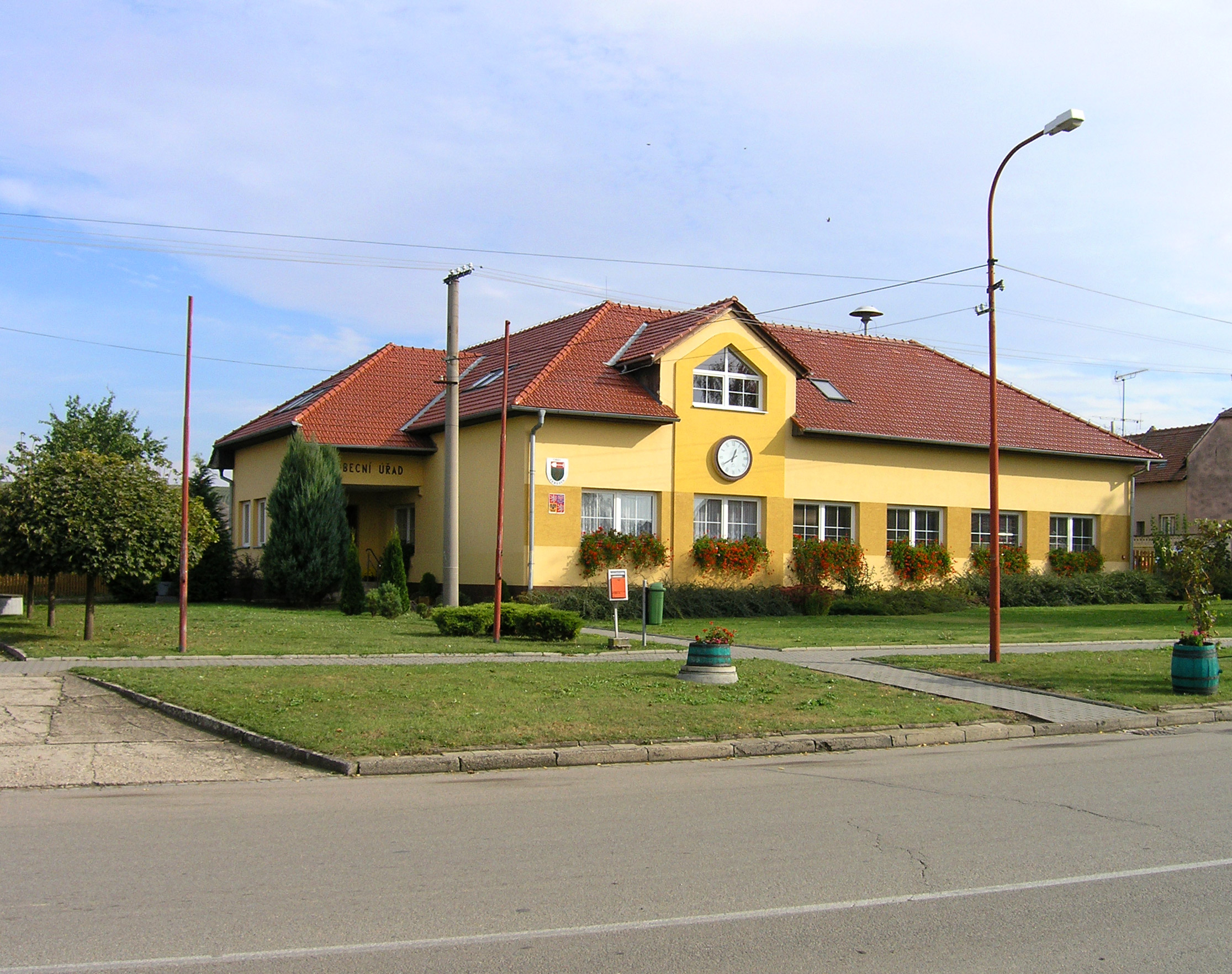
Terezín

Terezín (deutsch Theresiendorf) ist eine Gemeinde in Tschechien. Das mährische Weindorf liegt 15 Kilometer südwestlich von Kyjov und gehört zum Okres Hodonín.

## Geographie
Das Dorf befindet sich im Südwesten der Kyjovská pahorkatina am Čejčský potok und wird im Osten und Südwesten von Weinbergen umgeben. Westlich liegt die Flussebene der Trkmanka. Südwestlich erhebt sich die Kobylská skála (264 m). Durch den Ort führen die Staatsstraßen 380 von Tuřany nach Čejč und die 421 von Velké Pavlovice nach Čejč. Terezín liegt an der Bahnstrecke Čejč–Ždánice, auf der der Personenverkehr 1998 eingestellt wurde.
Nachbarorte sind Karlín im Nordosten, Hovorany im Osten, Čejč im Südosten, Kobylí im Südwesten, Brumovice im Westen sowie Krumvíř im Nordwesten.

## Geschichte
Terezín gehört zu den jüngsten Ortschaft im Bezirk Hodonín. Das Dorf entstand 1774 während der Theresianischen Reformen und wurde zu Ehren von Kaiserin Maria Theresia als Theresiendorf bzw. Terezín benannt. Die ersten Siedler stammten aus Hovorany oder waren Zuwanderer aus Kroatien, auch einige Franzosen waren darunter.
Das ursprüngliche Dorf war etwa 400 m nördlich des heutigen angelegt. Im Jahre 1796 erfolgte die Verlegung von Terezín, weil sich der bisherige Standort am damaligen Kobyler See wegen Überflutungen und des schlechten Wassers als ungeeignet erwiesen hatte. Die erste Schule entstand 1824, sie war eigentlich eine Kaluppe und wurde 1871 in ein neues einklassiges Dorfschulgebäude verlegt. Der See wurde ab 1835 trockengelegt. 1889 erfolgte eine Änderung des tschechischen Namens in Terezov, die 1911 wieder rückgängig gemacht wurde.
1893 erfolgte der Abbruch der verfallenen hölzernen Windmühle östlich des Dorfes. 1900 wurde im Ort ein Armenfond gegründet. 1906 begann der Bau der 26 km langen Lokalbahnstrecke Čejč – Ždánice, die 1908 eröffnet wurde. 1922 wurde die Trkmanka reguliert. 1930 begann der Bau der Kirche. Die Bewohner von Terezín leben vom Weinbau und der Landwirtschaft.
Terezín gehört zur Mikroregion Hovoransko, im Dorf befindet sich ein Gestüt. Jährlich findet in Terezín ein Tag der offenen Keller statt, der kulturell mit Zymbalmusik umrahmt wird. Die Bewohner pflegen das alte Brauchtum, insbesondere die mährischen Volkstrachten.

## Sehenswürdigkeiten
- Dorfkirche, erbaut 1930
- Kapellen